# Kulkiszki
Kulkiszki (biał. Кулькішкі; ros. Кулькишки) – wieś na Białorusi, w obwodzie grodzieńskim, w rejonie werenowskim, w sielsowiecie Konwaliszki.
Znajdują się tuż przy granicy z Republiką Litweską - domy na zachodnim krańcu wsi leżą kilka metrów od granicy i kilkanaście metrów od zabudowań należącej do Litwy wsi Sokoleńszczyzna. 

## Historia
W dwudziestoleciu międzywojennym leżały w Polsce, w województwie nowogródzkim, w powiecie lidzkim, w gminie Bieniakonie. Po II wojnie światowej w granicach Związku Sowieckiego. Od 1991 w niepodległej Białorusi.
Po rozpadzie Związku Sowieckiego w okolicy wsi znajdowała się litewska eksklawa o powierzchni 1,69 km², oddalona ok. 1 km od granicy. Rząd litewski zabiegał o wyznaczenie pasa o szerokości 200 m, który połączyłby te tereny z resztą państwa, na co Białoruś nie wyraziła zgody. 26 kwietnia 1996 Litwa przekazała Białorusi eksklawę w zamian za cztery terytoria o łącznie takiej samej powierzchni.